# Lasse Svan Hansen
Lasse Svan Hansen, född 31 augusti 1983 i Klippinge i Stevns kommun, är en dansk tidigare handbollsspelare. Han är vänsterhänt och spelade i anfall som högersexa.

## Meriter
Med klubblag
- Champions League-mästare 2014 med SG Flensburg-Handewitt
- Cupvinnarcup-mästare 2012 med SG Flensburg-Handewitt
- Tysk mästare 2018 och 2019 med SG Flensburg-Handewitt
- Tysk Cupmästare 2015 med SG Flensburg-Handewitt
- Tysk Supercupmästare 2013 och 2019 med SG Flensburg-Handewitt
- Dansk mästare 2004 och 2007 med GOG
- Dansk Cupmästare 2002, 2003 och 2005 med GOG

Med landslaget
- VM-silver 2011 i Sverige
- VM-silver 2013 i Spanien
- EM-guld 2012 i Serbien
- EM-silver 2014 i Danmark
- OS-guld 2016 i Rio de Janeiro
- VM-guld 2019 i Danmark och Tyskland
- VM-guld 2021 i Egypten
- OS-silver 2020 i Tokyo
- EM-brons 2022 i Ungern/Slovakien

Individuella utmärkelser
- All-Star Team som bästa högersexa vid OS 2016 i Rio de Janeiro